# Eerste Kamerverkiezingen 2003/Kandidatenlijst/LPF
De kandidatenlijst voor de Eerste Kamerverkiezingen 2003 van Lijst Pim Fortuyn (LPF). De zeventien verkozen Statenleden in maart 2003 leverde één Senaatszetel op. Achter de verkozen kandidaat staat een *.
1. Bob Smalhout
2. Rob Hessing *
3. Frits Palm
4. Harry Smulders